# Armando Ruinelli
Armando Ruinelli (* 1954 in Soglio GR) ist ein Schweizer Architekt und Dozent.

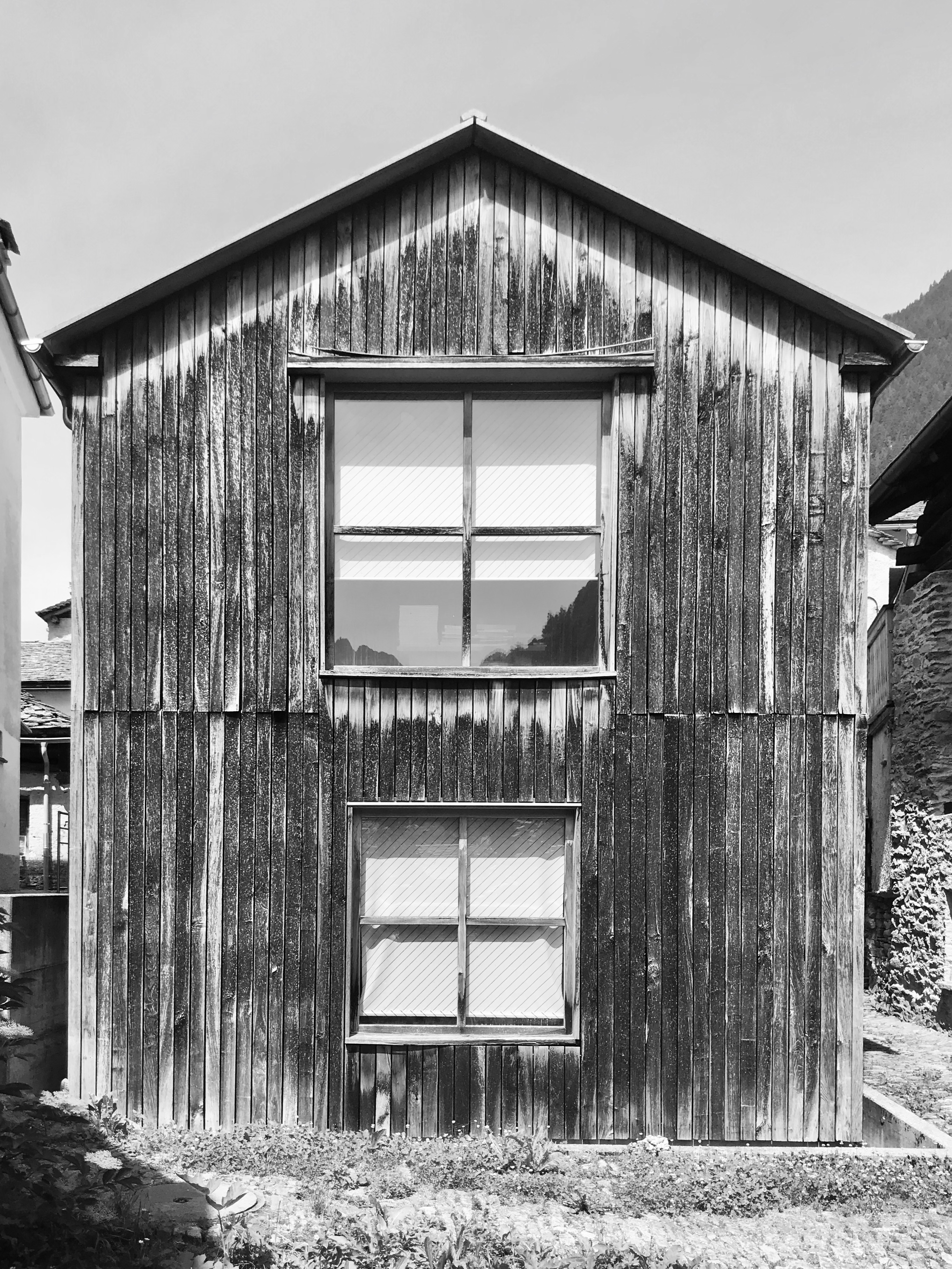
Atelier Ruinelli, Soglio

## Werdegang
Armando Ruinelli schloss 1974 eine vierjährige Hochbauzeichnerlehre in Zürich ab. Dort folgten zwei Jahre als Hochbauzeichner. 1982 gründete Ruinelli ein eigenes Büro in seinem Heimatort Soglio. 1995 wurde er Mitglied im Schweizerischen Werkbund. 2000 änderte sich der Name des Architekturbüro zu «Ruinelli Associati Architetti SIA» zusammen mit Partner Fernando Giovanoli. 2008 wurde Ruinelli in den BSA berufen.
Lehrtätigkeit und Gestaltungsbeiräte
Von 1995 bis 2008 war Ruinelli architektonischer Berater der Gemeinde Bondo. 2008 hatte er eine Gastprofessur an der FH Biberach an der Riss inne. 2011 bis 2012 hatte Armando Ruinelli einen Lehrauftrag an der FH Kaiserslautern. Seit 2013 ist er Mitglied im Gestaltungsbeirat für Architektur des Landes Tirol. Ruinelli wurde 2013 als Gastkritiker von Uta Graff an die TU München eingeladen. 2015 war er Dozent an der HTW in Chur. Von 2013 bis 2019 war er Mitglied des Gestaltungsbeirates des Landes Tirol. Zwischen 2014 und 2020 war Ruinelli Mitglied des Landesbeirates für Architektur und Landschaft der Provinz Bozen. Seit 2019 ist er Dozent für Architektur und Entwurf an de Fachhochschule Graubünden in Chur und Mitglied des Wissenschaftlichen Beirates der internationalen Zeitschrift für Alpine Architektur und Landschaft.

## Bauten

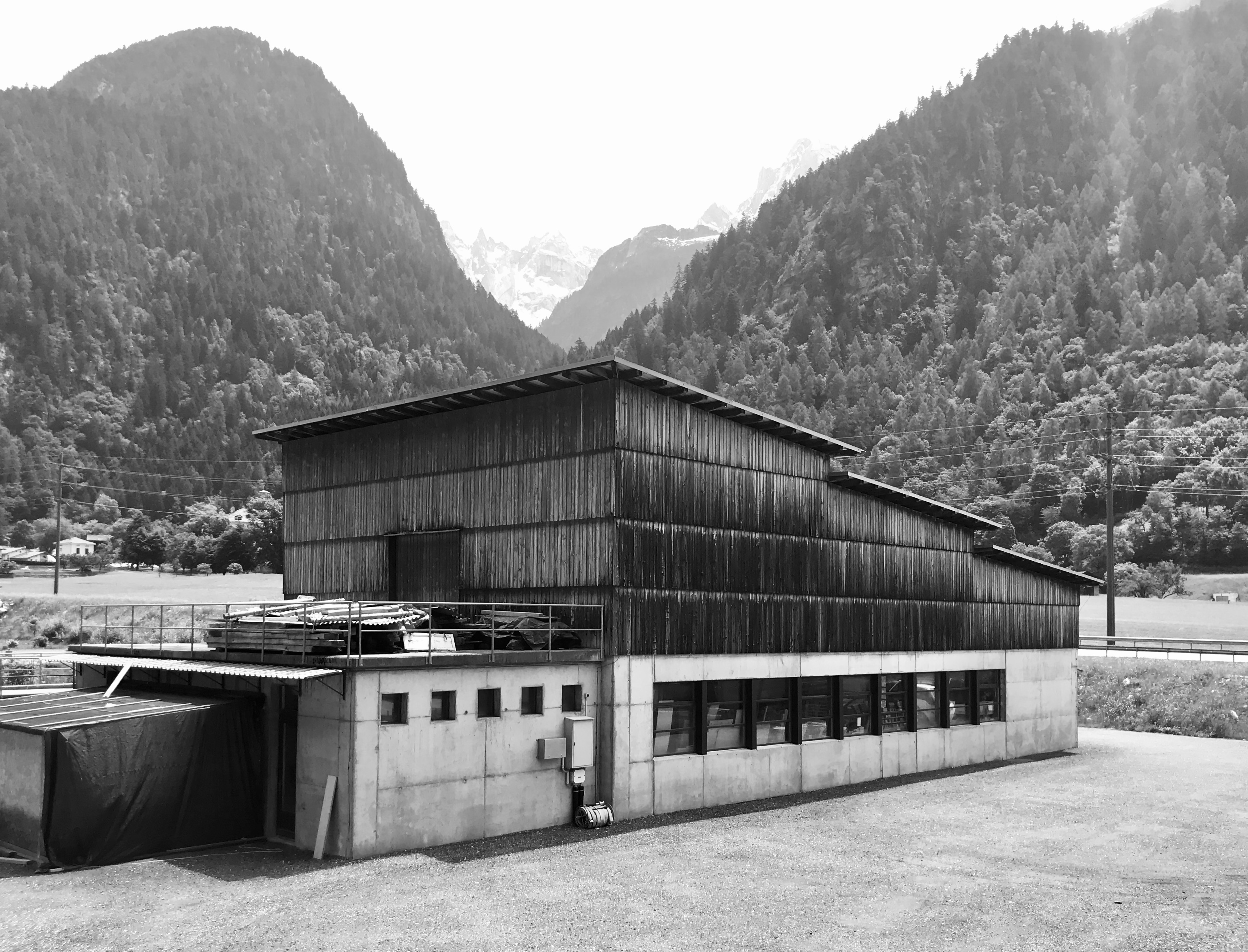
Schreinerei, Spino

Die Frühwerke Runielli wurden von Michael Bühler, die Gegenwartsbauten von Raymond Meier, Ralph Feiner und Marcello Mariana fotografisch dokumentiert.
- 1983: Wohnhaus, Vicosoprano
- 1988: Atelier Ruinelli, Soglio
- 1989: Wohnhaus, Vicosoprano
- 1990–1991: Schreinerei, Spino
- 1994–1995: Mehrzweckhalle, Bondo[5]
- 2003: Wohnhaus & Atelier, Soglio[6]
- 2006: Restaurierung Zollpavillon (1959 von Bruno Giacometti)[7]
- 2007–2009: Wohnhaus - Stallumnutzung, Soglio mit Edy Toscano[8]
- 2009: Umnutzung des Schulhauses zum Gemeindehaus, Bondo (1905 von Ottavio Ganzoni)[9]
- 2010: Restaurierung der Reformierten Kirche Soglio[10]
- 2011: Restaurierung der Reformierten Kirche Bondo
- 2013: Wohnhaus, Castasegna
- 2014: Wohnhaus, Münstertal
- 2014–2016: Atelier Miriam Cahn, Stampa
- 2013–2018: Wohnhaus - Umbau eines Stalles und Sanierung einer Meierei, Isola
- 2019: Studio Cascina Garbald, Castasegna[11]
- 2017–2020: Wohnhaus am Lago Maggiore, Gerra

## Auszeichnungen und Preise
- 2005: 1. Preis Häuser Award
- 2007: Gold – Best Architects Award 08 für Wohnhaus & Atelier, Soglio
- 2011: Preis Häuser des Jahres
- 2011: International Biennal Architecture Prize „Barbara Cappochin“ – Honourable Mention für Wohnhaus (Stallumnutzung), Soglio
- 2011: Gold – Best architects 12 Award für Wohnhaus & Atelier, Soglio
- 2013: 1. Preis AiT Plattform Living Architektur – Best Architectural Concept
- 2013: 1. Preis AiT Plattform Living Architektur – Best Realisation Concept
- 2013: Auszeichnung für gute Bauten Graubünden für Wohnhaus (Stallumnutzung), Soglio
- 2015: Anerkennungspreis des Kantons Graubünden[12]
- 2016: Arc Award für Atelier Miriam Cahn, Stampa
- 2018: AiT Award für Wohnhaus (Umbau eines Stalles & Sanierung einer Meierei), Isola
- 2019: Im Rahmen der Kampagne «52 beste Bauten – Baukultur Graubünden 1950–2000» erkor der Bündner Heimatschutz die von Armando Ruinelli entworfene Schreinerei in Spino als eines der besten Bündner Bauwerke.[13]
- 2020: German Design Award für Wohnhaus (Umbau eines Stalles und Sanierung einer Meierei), Isola in der Kategorie Excellent Architecture[14]
- 2020: AiT Award für Studio Cascina Garbald, Castasegna
- 2021: Auszeichnung für gute Bauten in Graubünden für Studio Cascina Garbald, Castasegna[15]
- 2022: Publikumspreis – Das beste Einfamilienhaus für Wohnhaus am Lago Maggiore, Gerra
- 2023: DAM Architectural Book Award für Armando Ruinelli Architekten. Bauten 1982–2022. Leggere il tempo.

## Ausstellungen
- 2011: Padova–Biennale di architettura Premio Barbara Cappochin
- 2014: Auszeichnung Gute Bauten Graubünden 2013, HTW Chur
- 2015: Werke 1988–2015, Schulen für Holz und Gestaltung, Garmisch-Partenkirchen
- 2016: Biennale di Architettura – offizielle Nebenausstellung Time space existence, Palazzo Mora Venez
- 2016: Werke 1988–2015, Architekturforum Allgäu, Füssen
- 2016: Werke 1988–2015, AiT ArchitekturSalon, Köln
- 2016: Werke 1988–2015, AiT ArchitekturSalon, Hamburg
- 2016: Werke 1988–2015, FH Frankfurt am Main
- 2016: Werke 1988–2015, School of Architecture, Bremen

## Vorträge
- 2014: Werkvortrag, HTW Chur (online)
- 2017: Werkvortrag, unbekannt (online)
- 2017: Werkvortrag, CITRAC Trento
- 2018: Ein Architekturgespräch, Armando Ruinelli und Leza Dosch, Cinema Sil Plaz
- 2019: Werkvortrag, TH Rosenheim - (online)
- 2019: Werkvortrag, Neumarkt i. d. Oberpfalz (Organisator: Johannes Berschneider)

## Filmografie
- 2010: Armando Ruinelli - Glück am Abgrund, von Birgitta Ashoff
- 2011: Portrait
- 2011: Häuser des Jahres AWARD
- 2017: Miriam Cahn und Armando Ruinelli, im Gespräch mit Transfer